# Sigbjørn Obstfelder
Sigbjørn Obstfelder (Stavanger, 21 novembre 1866 – Copenaghen, 29 luglio 1900) è stato un poeta norvegese.
È considerato il primo vero esempio di poesia modernista in Norvegia.

## Biografia
Nato e cresciuto a Stavanger (capoluogo della Contea di Rogaland) in una famiglia di forte tradizione pietista, Sigbjørn è il settimo di ben sedici figli, dei quali solo 6 sarebbero sopravvissuti. Privo della madre dai quattordici anni, dopo avere frequentato il ginnasio nella città natale e aver manifestato un precoce interesse per le lingue straniere e la letteratura (a soli 16 anni compone i brani che in epoca matura sarebbero confluiti nelle Erindringer fra Strand Sogn), intraprende, dal 1886, lo studio delle lingue a Kristiania, scegliendo tuttavia dopo soli due anni una nuova carriera - inconclusa - di studi di ingegneria presso un istituto tecnico della capitale.
A fianco dell'impegno formativo coltiva ininterrottamente l'esercizio della scrittura, impiegandosi come collaboratore del Samfundsbladet e all'interno del Norske Studentersamfund (Società Studentesca Norvegese), al quale dedica, in occasione del giubileo dell'istituto, l'opera Heimskringla, storia della società studentesca redatta in forma di saga sul calco dell'omonima opera di Snorri Sturluson.
Nel 1890 abbandona la Norvegia per trasferirsi nel Milwaukee, Stati Uniti, come ingegnere meccanico. Nonostante il forte desiderio di viaggiare ne avesse condizionato il trasferimento, in America si mantiene in condizioni economiche assai difficili che lo costringono in breve tempo al rientro in patria. Ammalato e notevolmente depresso, trascorre nuovamente un breve periodo presso il padre, godendo della possibilità di lavorare come supplente scolastico prima di tornare a Kristiania nel 1892.
Proprio il 1892 è l'anno in cui Obstfelder pubblica sulla rivista Samtiden quattro poesie che destarono immediatamente l'attenzione del pubblico e della critica per la forma poco tradizionale. Esse ispirano Edvard Munch a creare tre vignette da accompagnare ai versi dell'amico. Quelle composizioni si presentano di fatto prive di schema in strofe e di verso rimato. È il primo ingresso della poesia modernista in Norvegia, paese che con maggiore ritardo rispetto agli altri paesi scandinavi e all'Europa si apre alle tendenze più avanzate in campo artistico letterario.
Con la seguente produzione, che include poesia, racconti brevi, una pièce teatrale comunque rifiutata dai teatri e originali componimenti di "poesia in prosa" o addirittura esperimenti musicali (la musica è senza dubbio un elemento primario nella sua produzione), Obstfelder ottiene una forte attenzione e beneficia di borse di studio che gli permettono di proseguire nell'attività letteraria e compiere alcuni soggiorni sul continente europeo, accrescendo la dimensione extranazionale della propria poesia, senza tuttavia migliorare di molto la propria posizione economica.
Poco dopo il matrimonio con la danese Ingeborg Weeke, ammalatosi di tubercolosi è costretto al rientro in Danimarca da un soggiorno berlinese, morendo, poco meno di un anno più tardi, nell'estate successiva, prima di aver terminato l'opera che avrebbe sancito il suo trionfo come romanziere, En Præsts Dagbok (Un Diario di Parroco, 1900).
Fu sepolto nella capitale danese nel medesimo giorno della nascita della sua unica figlia.

## Opere, Bibliografia
- 1893 Digte (Poesie), raccolta di poesie;
- 1895 To novelletter (Due novelle)
- 1896 Korset (Il Corso), romanzo;
- 1897 De røde dråber ( ), pièce teatrale;
- 1900 En præsts dagbog (Diario di Parroco)
- 1903 Efterladte arbeider (Opere Postume);
- 1950 Samlede skrifter I-III (Tutte le Opere), contenente alcuni materiali inediti.